# Guido Imbens
Guido Wilhelmus Imbens, född den 3 september 1963 i Geldrop, är en nederländsk-amerikansk nationalekonom och professor vid Stanford University. 
År 2021 tilldelades Imbens hälften av Sveriges riksbanks pris i ekonomisk vetenskap till Alfred Nobels minne tillsammans med Joshua Angrist "för deras metodologiska bidrag till analysen av orsakssamband". Andra halvan av priset tilldelades David Card.

## Biografi
Imbens tog kandidatexamen i ekonometri vid Erasmusuniversitetet i Rotterdam 1983. Han tog därefter en masterexamen i ekonomi och ekonometri vid University of Hull1986. Imbens avlade senare doktorsexamen i nationalekonomi vid Brown 1991.
Han har undervisat vid Tilburg University (1989–1990), Harvard University (1990–97, 2007–12) , University of California, Los Angeles (1997–2001), och University of California, Berkeley (2001–07). Från och med 2021 är han professor i tillämpad ekonometri och ekonomi vid Stanford Graduate School of Business. Han är också senior fellow vid Stanford Institute for Economic Policy Research (SIEPR) och professor i nationalekonomi vid institutets School of Humanities and Sciences.

## Hedersutmärkelser
- Hedersdoktor, University of St. Gallen, 2014
- Horace Mann Medaljör, Brown University Graduate School, 2017[11]
- Nobels minnespris i ekonomisk vetenskap, 2021
- Doctorate of Humane Letters, Brown University, 2022[12]